# مرکز خرید چلسی
مرکز خرید چلسی یک سالن غذا،مجتمع خرید، ساختمان اداری و مرکز تولید تلویزیون واقع در محله چلسی ،منطقه منهتن، در شهر نیویورک است. مجموعه بازار چلسی یک بلوک کل شهر را با یک پل ارتباطی از خیابان دهم به ساختمان مجاور ۸۵ خیابان دهم اشغال کرده‌است. پل رابط از دهانه خیابان ۱۰ ساختمان عبور می‌کند.
مرکز خرید چلسی در دهه ۱۸۹۰ بنا شد و در ابتدا محل مجتمع کارخانه شرکت ملی بیسکویت (Nabisco) بود که کوکی Oreo در آن خلق و تولید شد. این مجموعه در دهه ۱۹۹۰ باز سازی شد و شامل یک محل خرده فروشی در همکف با فضای اداری بالاتر است. بازار چلسی در حال حاضر متعلق به Alphabet Inc، شرکت مادر گوگل است. مرکز خرید چلسی در "منطقه تاریخی بازار Gansevoort" قرار دارد که توسط ایالت نیویورک و ثبت ملی اماکن تاریخی شناخته شده‌است.
مجتمع چلسی مارکت یک بلوک کامل شهری را که به خیابان‌های نهم و دهم و خیابان‌های ۱۵ و ۱۶ محدود می‌شود پر می‌کند، با یک پل ارتباطی از خیابان دهم به ساختمان مجاور ۸۵ خیابان دهم، که بخشی از مجموعه نبیسکو نیز بود، اما اکنون به‌طور جداگانه متعلق به آن است. علاوه بر فروشگاه خرده فروشی، فضای اداری ایده‌آلی را نیز برای مستأجران فراهم می‌کند، شامل رسانه‌ها و شرکت‌های پخش مانند شبکه اکسیژن، شبکه غذایی، MLB.com , BAMTech ، انتشارات موسیقی EMI و ایستگاه محلی کابل NY1 نیویورک. اخیراً، Google به همراه زیرمجموعه YouTube خود از طبقه پنجم، به قسمتهایی از طبقه دوم، سوم، چهارم، هفتم و هشتم جابه‌جا شده‌است.
امکانات خرده فروشی با اتصال بسیاری از ساختمانهای اصلی پشتی به یک محل مرکزی در سطح زمین و ورودیهای آن در خیابانهای نهم و دهم (که در آوریل ۱۹۹۷ تکمیل شد) به ساختمان وارد شدند. فروشگاه‌های لنگر شامل Pearl River Mart، سبدهای بازار چلسی، Posman Books , Sarabeth's Bakery , Manhattan Fruit Exchange , BuonItalia , Anthropologie و رستوران Buddakan هستند. میزنون، نانوایی جادوگر چاق، نان ایمی، نانوایی روت، طاق شراب چلسی، نانوایی النی، خیابان اسپرسو نهم، محل خرچنگ، مزرعه دیکسون، میز سبز، چایی چای و ناهار فریدمن، یک رستوران پاستای تازه ایتالیایی به نام Giovanni Rana Pastificio e Cucina، و همچنین انواع گوناگونی از فروشگاه‌های کوچکتر که پنیر، نمک و روغن زیتون، شکلات و گلها را می‌فروشند. در نوامبر ۲۰۱۵، داویدوویچ نانوایی از افتتاح محل داودویویچ باگلز در بازار چلسی خبر داد.
در ژانویه ۲۰۰۶، موریموتو، متعلق به شبکه غذایی "Iron Chef"ماساهارو موریموتو و طراحی شده توسط معمار ژاپنی تادائو اندو، در ضلع خیابان ۱۰ افتتاح شد. شبکه غذایی قبلاً از نمایش‌های خود Iron Chef America و Emeril Live در مجموعه بازار چلسی فیلمبرداری می‌کرد.
توسعه دهندگان بازار چلسی رابطه همزیستی بین مستاجران خود را با فروشندگانی که مواد غذایی تازه، مانند غذاهای دریایی، سبزیجات، میوه و گوشت را تهیه می‌کنند، تشویق می‌کنند. چلسی مارکت مستاجران، مشاغل و فروشندگان متنوعی را گرد هم آورده‌است که مستاجران را ترغیب می‌کند تا جامعه را تقویت کرده و حمایت تجاری خود را در این زمینه پرورش دهند. حضور شرکت‌های تلویزیونی در همان ساختمان همچنین توجه رسانه‌ها را به سایت و مشاغل یافت شده در آنجا جلب می‌کند. این سایت همچنین به مشاغل اجازه می‌دهد دارایی‌های تولیدی و خرده فروشی خود را در یک سقف مخلوط کنند.
پل رابط که در بهار ۲۰۰۹ افتتاح شد، از کنار خیابان دهم ساختمان عبور می‌کند. این مسیر ریلی متروکه و مرتفع به واحه شهری یا راه سبز تبدیل شده‌است که اکنون یک مسیر مداوم بین مرکز Javits و Meatpacking District را تشکیل می‌دهد.
ساخت تأسیسات پخت و پز با نگرانی‌های محلی در این مکان از دهه ۱۸۹۰ آغاز شد و ادغام چندین شرکت در شرکت ملی بیسکویت (که اغلب به آن NBC می‌گفتند) در سال ۱۸۹۸ اتفاق افتاد. نبیسکو تا زمان عزیمت شرکت به حومه شهر در سال ۱۹۵۸ به گسترش امکانات ادامه داد. پیکربندی نهایی شامل ۱۹ سازه مجزا است که کل بلوک شهر را اشغال می‌کند و شامل مناطق تولیدی و اداری است. چندین دهه از سطوح مختلف اشغال و استفاده از سبک صنعتی به دنبال خروج نبیسکو به دلیل کاهش شخصیت تجاری این محله، انجام شد. از زمان توسعه مجدد آن توسط اروین کوهن، مالک جدید با جف واندبرگ و معماران واندنبرگ در دهه ۱۹۹۰، این مجموعه دارای یک محل فروش خرده فروشی در سطح زمین با فضای اداری در بالا است، و با لمس سبک و استفاده مجدد از آثار تاریخی شهری متمایز می‌شود.
اکثر ساختمانهای اصلی از چوب‌های سنگین با نمای آجری تشکیل شده و توسط شرکت Romeyn & Stever طراحی شده‌اند. در برخی از سطوح بالایی یک پل عابر پیاده داخلی نیز وجود دارد که به مردم امکان عبور از ضلع‌های شمالی به سمت جنوب حیاط را می‌دهد. ساختمانی در سمت خیابان دهم، سازه ای جدیدتر است که در دهه ۱۹۳۰ توسط معمار وقت نبیسکو، لوئیس ویرشینگ جونیور طراحی شد و جایگزین تأسیسات اصلی پخت در آنجا شد. ساخت آن همزمان با ساخت پل رابط بود و اجازه می‌داد یک سایدینگ قطار باری مستقیماً در داخل ساختمان ساخته شود. اتصالات پل راهپیمایی ریلی و آلومینیومی نیز به خیابان ۱۰ ام اضافه شد تا در ساختمان موجود در خیابان ۸۵ دهم خیابان واقع شود.
بازار چلسی در "منطقه تاریخی بازار Gansevoort" واقع شده‌است که توسط ایالت نیویورک و ثبت ملی اماکن تاریخی شناخته شده‌است. این انجمن توسط انجمن حفاظت از تاریخچه روستای گرینویچ معرفی شد، که طرفدار منطقه تاریخی شهر نیویورک در منطقه Meatpacking بود که دارای خواص شمال تا خیابان ۱۶ است. با این حال، منطقه ای که در سال ۲۰۰۳ توسط کمیسیون حفاظت از نشانه‌های شهر نیویورک تعیین شده‌است، خجالتی خیابان ۱۵ را متوقف می‌کند.
در سال ۲۰۱۲، مالکان وقت Jamestown LP، علیرغم مخالفت قابل توجه جامعه و گروه‌های فعال، موافقت خود را برای ادامه طرح توسعه ۶ طبقه برج اداری بالاتر از قسمت غربی سایت دریافت کردند. ساخت پروژه توسعه از سال ۲۰۱۴ هنوز آغاز نشده بود.
در سال ۲۰۱۸، شرکت مادر گوگل Alphabet Inc چلسی مارکت را با بیش از ۲٫۴ میلیارد دلار خریداری کرد. گوگل مالک خیابان ۱۱۱ هشتم، روبروی خیابان نهم از بازار چلسی است. قبل از فروش بازار، گوگل فضای ساختمان را اجاره کرد. این فروش به عنوان یکی از گرانترین معاملات املاک و مستغلات برای یک ساختمان واحد در تاریخ شهر نیویورک توصیف شده‌است.

## آلبوم عکس

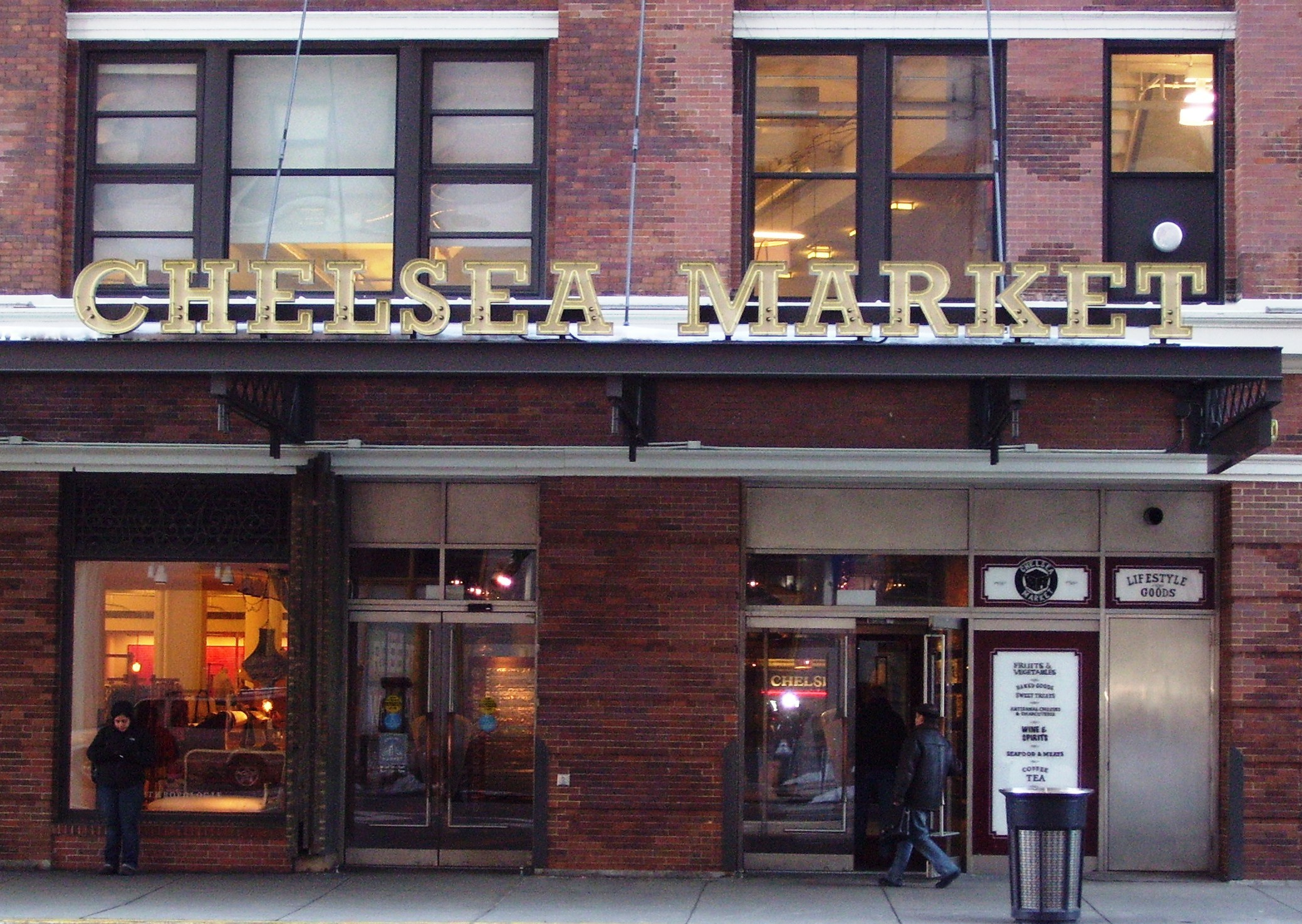
ورودی خیابان نهم به بازار چلسی
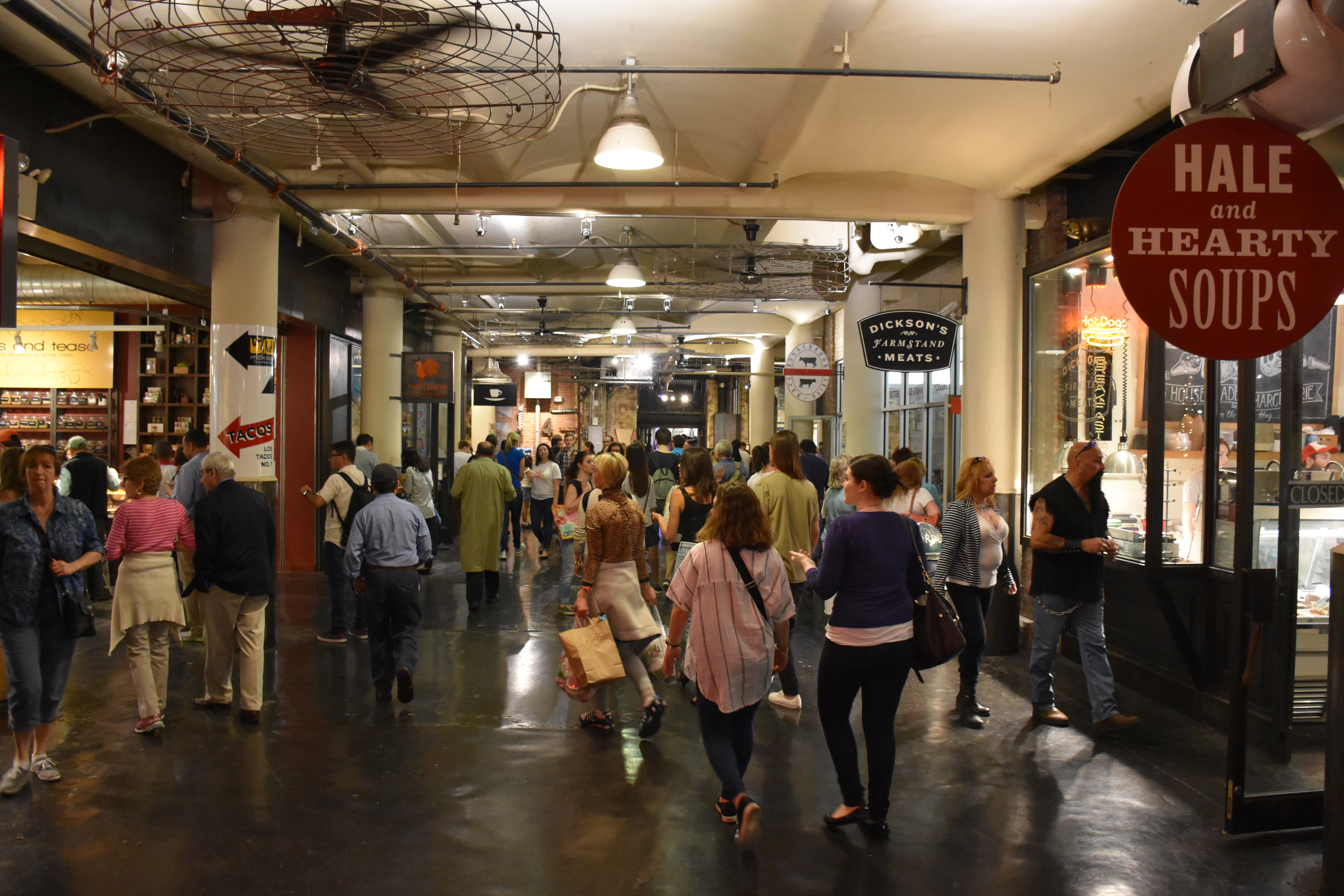
تأسیسات مختلف غذا در بازار چلسی
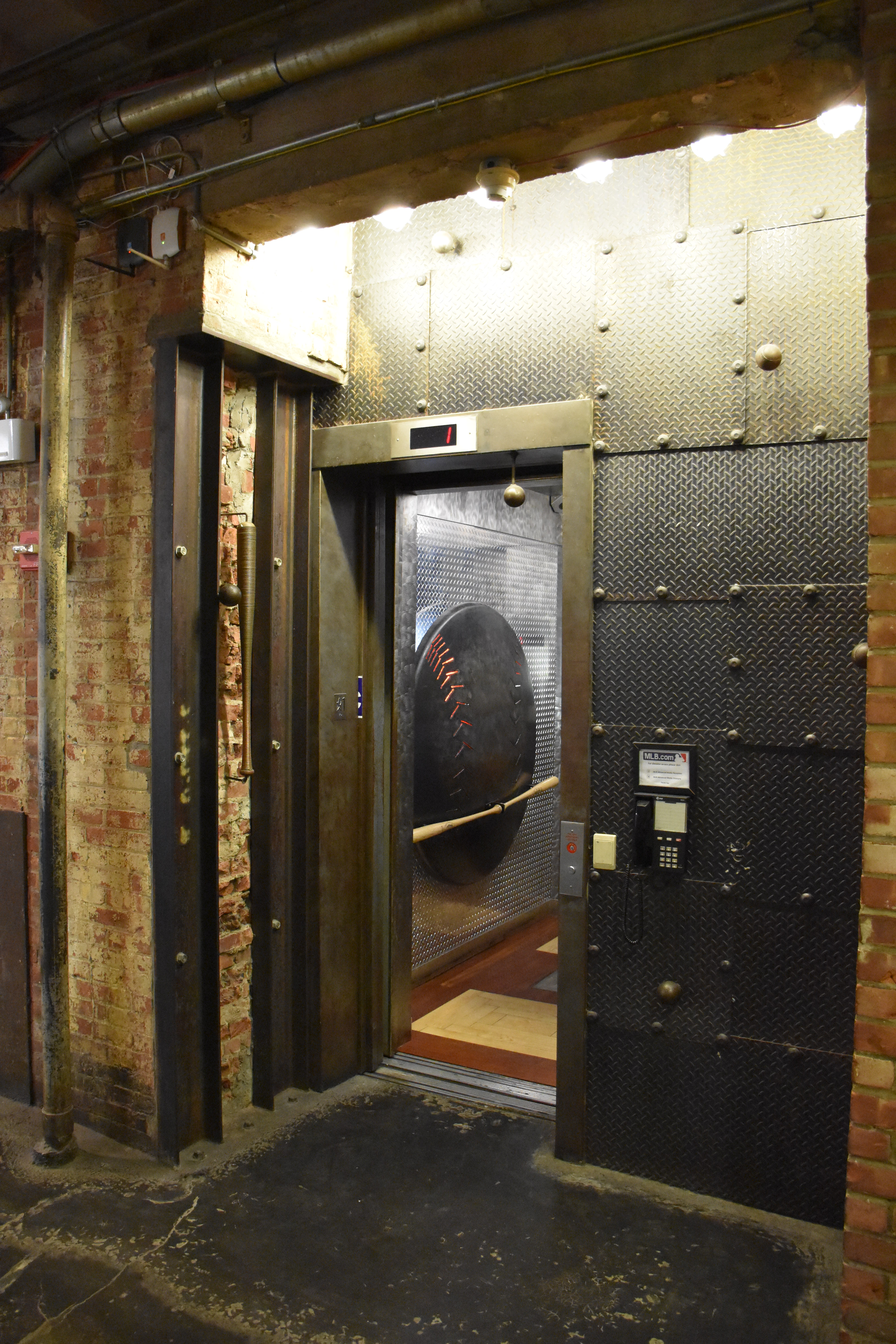
آسانسور به دفاتر MLB.com
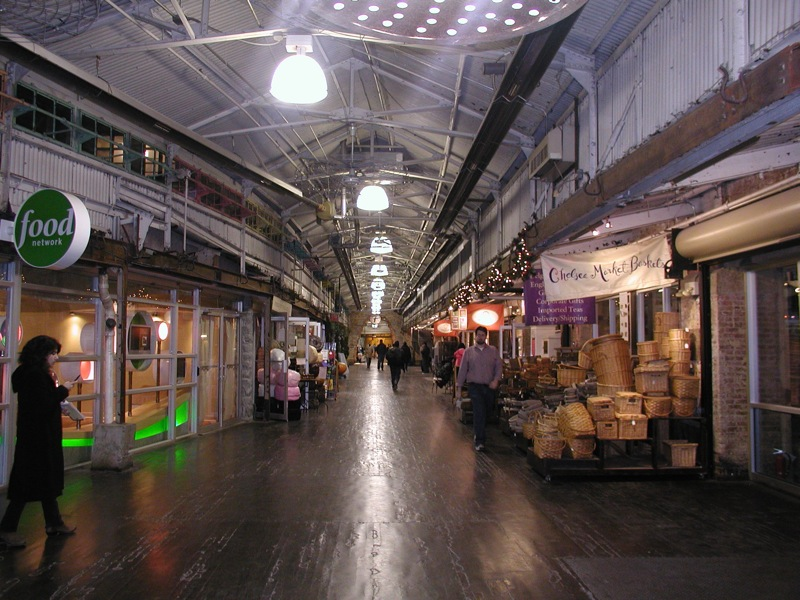
داخل بازار چلسی
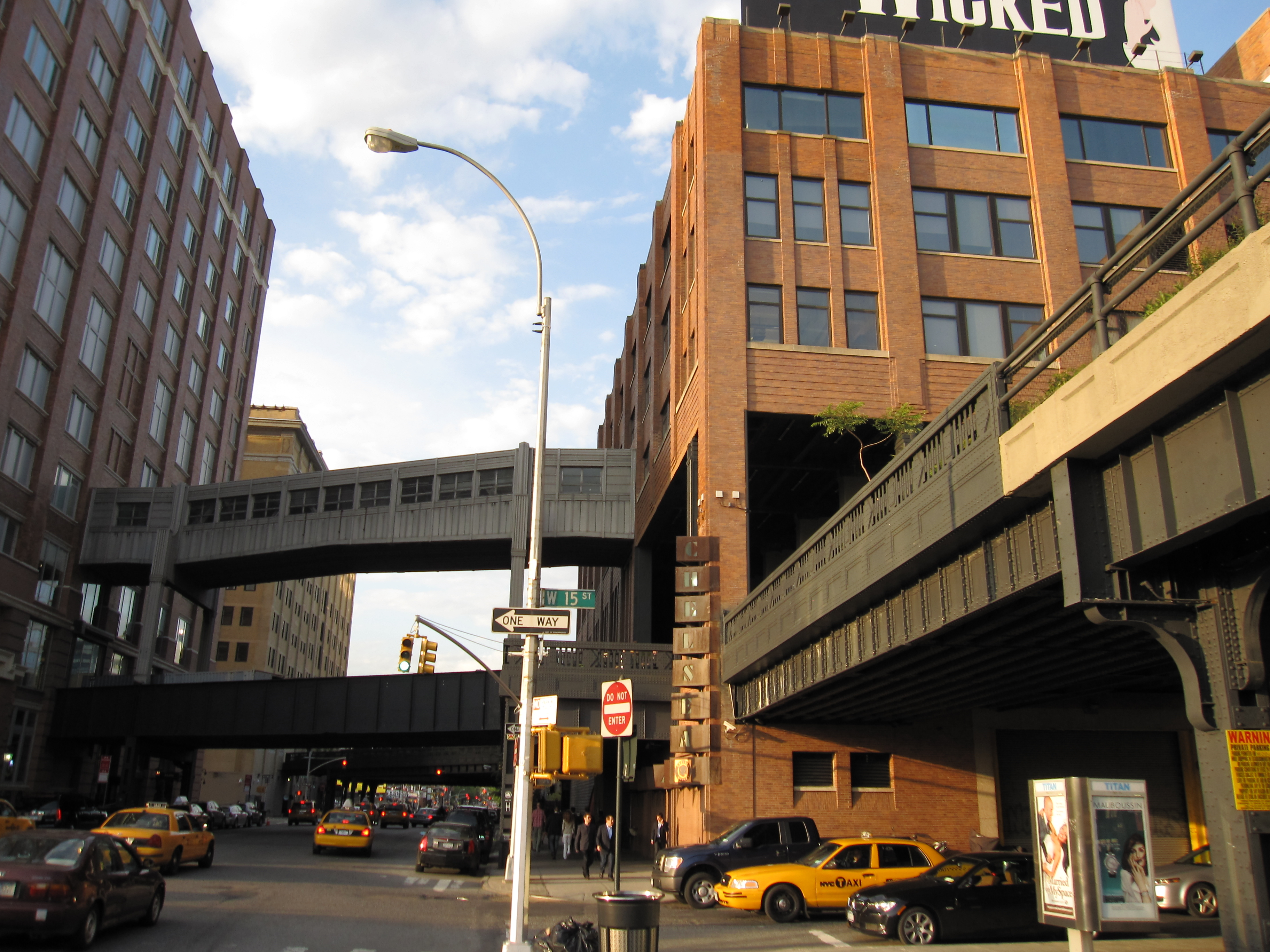
High Line بین خیابانهای ۱۴ و ۱۵ که مسیرها از طبقه دوم ساختمان بازار چلسی عبور می‌کنند ، با یک پیست فرعی و پل عابر پیاده
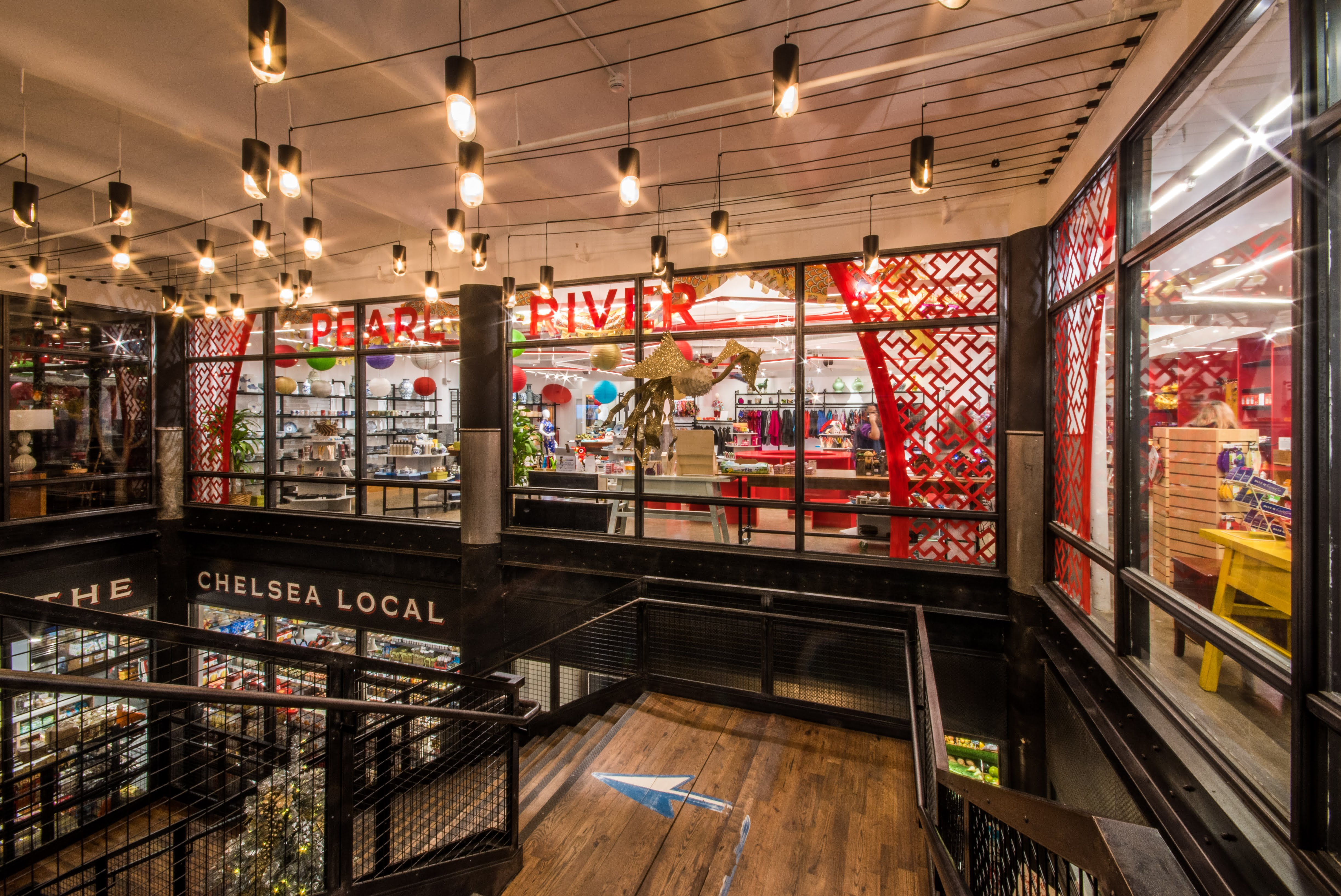
پله‌هایی که به فروشگاه محلی Chelsea و فروشگاه Pearl River Mart منتهی می‌شوند